# Бобио
Бобио (итал. Bobbio) је насеље у Италији у округу Пјаченца, региону Емилија-Ромања.
Према процени из 2011. у насељу је живело 2260 становника. Насеље се налази на надморској висини од 293 м.

## Становништво
| 1931. | 1936. | 1951. | 1961. | 1971. | 1981. | 1991. | 2001. | 2011. |
| ----- | ----- | ----- | ----- | ----- | ----- | ----- | ----- | ----- |
| 6.722 | 7.072 | 6.538 | 5.884 | 4.922 | 4.172 | 3.867 | 3.816 | 3.711 |